# Тарнан, Хмаис
Хмаис Бен Али Бен Хмаис Тарнан (араб. خميّس ترنان‎; 1 июля 1894, Бизерта, французская колония, ныне Тунис — 31 октября 1964, Тунис) — тунисский композитор, исполнитель на лютне и певец.

## Биография
В 1935 году становится одним из основателей музыкального общества Рашидия, возрождавшего, развивавшего и популяризировавшего традиционную тунисскую и арабскую музыку. Так же создал в своём родном городе Бизерта ансамбль классической музыки, где стал одним из ведущих исполнителей. Был автором большого количества песен, которые сам же исполнял.

## Дискография
- Adhahab yazdadou hosnan
- Taxim raml el maya
- Ya zahratan
- Mayyaztou bayna jamalouha
- Taxim sika
- Na'ourat al anghaam wattoub
- Ya dha alladhi dhanna
- Ya moukhjilan tal'atou al aqm
- Istikhbar oud hessine saba
- In Kana lennassi 'aidon